# Fxg
Pour les articles homonymes, voir FXG.
FXG (Flash XML Graphics) est un format de fichier graphique basé sur un sous-ensemble de MXML, le XML à base de langage de programmation utilisé par le cadre FLEX. 
Il existe deux versions de ce format : FXG 1.0 et FXG 2.0, qui peuvent être utilisés pour gérer une grande variété d'objets graphiques.
Applications compatibles :
- Adobe Flex Builder
- Adobe Illustrator CS4.